# Ácido oxolínico
El ácido oxolínico es un bactericida quimioterapéutico que pertenece a la familia de las quinolonas, eficaz en el tratamiento de infecciones agudas y crónicas del tracto urinario. El fármaco in vitro tiene una actividad antibacteriana contra gramnegativos similar a la del ácido nalidíxico y la cinoxacina. Su fórmula molecular es C13H11NO5.

## Farmacodinámica
El mecanismo de acción del compuesto se basa en bloquear la síntesis de ADN bacteriano y se aplica contra microorganismos gram-negativos (Proteus, Escherichia coli, Klebsiella, Aerobacter y otros), los principales culpables de las infecciones del tracto urinario, con CIM inferiores a 5 mg / ml (generalmente oscila entre 0,19 y 1,5 mg / ml). Desafortunadamente, la resistencia bacteriana de tipo cruzado con ácido nalidíxico puede desarrollarse rápidamente. Pseudomonas aeruginosa suele ser resistente a la droga. Las bacterias Gram-positivas son relativamente resistentes, aunque se ha verificado alguna actividad contra Staphylococcus aureus.

## Farmacocinética
Después de la administración oral, el ácido oxolínico se absorbe rápidamente desde el tracto gastrointestinal. La concentración plasmática máxima (C max ) se alcanza aproximadamente dos horas después de tomarla. La vida media es de alrededor de 6-7 horas. El medicamento se elimina lentamente del cuerpo, a través del excretor renal, tanto en forma inalterada como en forma de metabolitos. Los metabolitos también exhiben actividad antibacteriana. Las concentraciones plasmáticas (9 mg / ml), urinarias (67 mg / ml), renales (4,5 mg / g) y de próstata están muy por encima de la concentración inhibitoria mínima (MIC, sigla en inglés). Incluso en pacientes con insuficiencia renal, las concentraciones urinarias permanecen por encima de la MIC. El ácido oxolínico se une en 80-85 % a las proteínas plasmáticas.

## Toxicología
Los estudios experimentales en la rata han demostrado una toxicidad aguda del ácido oxolínico con una DL50 igual a 5100 mg / kg de peso corporal, cuando se administra por vía oral, e igual a 107 mg / kg, cuando se administra por vía intravenosa. La dosis letal en ratones y perros, después de la administración oral, fue superior a 6000 y 1000 mg / kg, respectivamente.

## Usos clínicos
El medicamento se usa para infecciones urinarias agudas y crónicas, primarias y secundarias causadas por gérmenes sensibles: cistitis, pielonefritis, prostatitis, pielitis, uretritis, bacteriurias asintomáticas. También está indicado en la prevención y el tratamiento de infecciones secundarias a maniobras instrumentales (por ejemplo, cateterismo, uretroscopia, cistoscopia) y en el período anterior o posterior a la cirugía que involucre el tracto genitourinario.

## Efectos secundarios e indeseados
En el curso del tratamiento, se han informado casos gastrointestinales (dispepsia, náuseas, vómitos, epigastralgia) y del sistema nervioso central (insomnio, mareos, dolor de cabeza, confusión) generalmente reversibles durante el tratamiento. Se han observado muy raramente reacciones de hipersensibilidad como picazón, urticaria, erupción cutánea.
En algunos casos esporádicos, las anormalidades en las pruebas de función hepática con un aumento de AST y ALT, nefrolitiasis, leucopenia, eosinofilia, anemia y disminución de la concentración de hemoglobina, cardiopalmo, irritación de la mucosa oral, edema en las extremidades. Todos estos efectos también han demostrado ser reversibles.

## Sobredosis
La sobredosis, accidental o voluntaria, puede dar lugar sobre todo a la estimulación nerviosa con síntomas como insomnio, mareos, dolor de cabeza. Las medidas terapéuticas a implementar son exclusivamente sintomáticas y tienen como objetivo preservar el mantenimiento de las funciones vitales.